# Melkklier
De melkklier of glandula mammaria is een van de kenmerken van het zoogdier. Het geheel bestaat uit kliercellen die aan klierzakjes (lobuli) zitten. Deze zakjes zitten weer aan buizen (ductuli) die uitmonden bij de tepel. Het aantal buisjes dat uitmondt bij de tepel is verschillend per diersoort. Dit kan er één zijn (zoals bij koeien) maar het kunnen er ook meerdere zijn. Mammae komen meestal voor in paren, zodat de meeste zoogdieren een even aantal mammae hebben, behalve de meeste opossums, die één aparte melkklier hebben.
De melkklieren en ook de tepels groeien langs de melklijn, die in de embryonale ontwikkeling ontstaat, en loopt van de oksel tot aan de lies. Bij sommige zoogdieren - zoals de hoefdieren - ontwikkelen de melkklieren zich juist tussen de achterpoten, bij andere - zoals olifanten - juist tussen de voorpoten. Dieren met veel jongen hebben melkklieren langs de gehele melklijn.
In principe hebben alle zoogdieren tepels, ook walvisachtigen. Walvisachtigen hebben hun tepels verborgen in kloven, zodat ze niet zichtbaar zijn. De tepel zorgt ervoor dat het jong makkelijk de voedingsstoffen kan opnemen.
De zoogdieren uit de orde der cloacadieren, de mierenegels en het vogelbekdier, geven wel melk, maar hebben geen tepels. Bij hen zitten de klieren verspreid over de borst en bij de oksels. Ieder klier heeft (net als bij zweetklieren) een eigen buisje en uitgang. De jongen likken de voedingsstoffen dan op.
Theodosius Dobzhansky (1900-1975), een Russisch-Amerikaans geneticus, beweerde als eerste dat melkklieren een evolutionaire ontwikkeling zijn uit de zweetklieren. De melkklieren hebben zich dus later ontwikkeld dan de zweetklieren. Opvallend aan deze evolutie is dat zweetklieren afvalstoffen afstoten, terwijl melkklieren juist voedingsstoffen produceren.
In de mammalogie wordt het aantal melkklieren meestal gegeven in de volgende vorm: (bv. 0+2=4). Dit betekent dat er twee paren van inguinale mammae zijn (die zitten op het achterlijf). Vóór het =-teken wordt dus het aantal paren gegeven, erna het totale aantal mammae.